# Западна Армения
Западна Армения (на арменски: Արեւմտեան Հայաստան) e западната част на историческа Армения. През средновековието западната част на историческа Армения влиза в състава на Източната Римска империя, от XVI век е част от Османската империя, а от 1923 г. е част от Турция. Арменското население в региона е унищожено в хода на масови убийства на арменци през 1894 – 1896 години и геноцида от 1915 – 1923 г.
За западната част от историческа Армения понякога се среща употреба и на термините „Византийска Армения“, „Османска Армения“ и „Турска Армения“. Малка част от нея, Малка Армения, е в състава на Мала Азия.
По време на Берлинския конгрес се употребява за първи път израза „шестте арменски провинции на Османската империя“, а това са вилаетите Ван, Ерзурум, Елязъг, Битлис, Диарбекир и Сивас. По османско време, Ерзурум е седалище на анатолийския мирмиран, а Диарбекир е място за заточение на българските борци за независимост.
Западна Армения играе ключова роля по време на турската война за независимост, като между 23 юли и 4 август 1919 г. в Ерзурум се провежда Ерзурумски конгрес на който под водачеството на Мустафа Кемал Ататюрк се решава, че турският народ ще воюва до победен край, няма да допусне унижение и окупация от Антантата, и ще отхвърли Севърския договор.